# Clara Adams
Clara Adams (nascida Clara Grabau; 1884 – 1971), conhecida como a "primeira voadora" e a "donzela dos voos de inauguração," foi uma aviadora que definiu uma variedade de recordes de voo. Ela ajudou a popularizar as viagens aéreas e é conhecida por ser a primeira mulher a cruzar o Atlântico como passageira a bordo do Graf Zeppelin.